# Antas (povo)

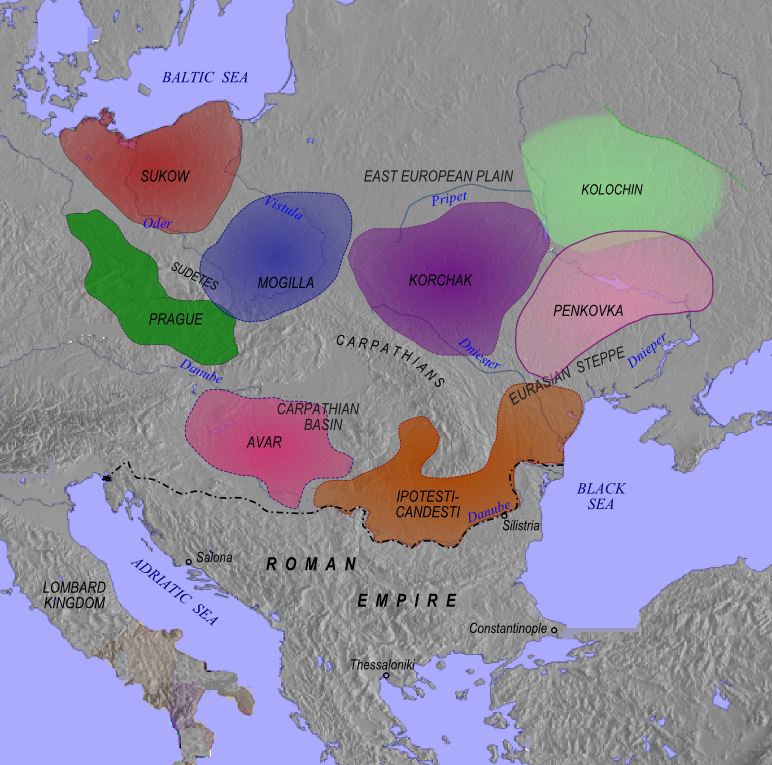
Culturas arqueológicas do começo do século VII identificadas com os eslavos precoces

Antas (em latim: antae) eram uma tribo eslava precoce que existiu no século VI no curso inferior do Danúbio e no noroeste do mar Negro e que possivelmente esteve vinculada com a cultura arqueológica Pencoveca, que desenvolveu-se na Ucrânia e espalhou-se para a Moldávia e depois Romênia. São mencionados pela primeira vez em 518, e em algum momento entre 533 e 545 invadiram a Diocese da Trácia.
Logo depois, tornaram-se federados bizantinos e a eles foi concedido pagamentos em ouro e um forte chamado Turris, em algum lugar ao norte do Danúbio em uma localização estrategicamente importante, de modo a evitar que bárbaros hostis invadissem os domínios romanos. Assim, entre 545 e os anos 580, soldados antas lutaram em várias campanhas bizantinas. Eles foram posteriormente atacados e destruídos pelos ávaros no começo do século VII.

## Historiografia

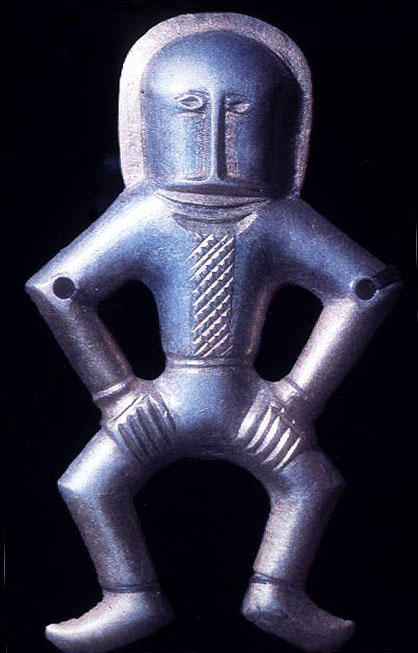
Placa de prata do tesouro dos séculos VI-VII, associada ao povo dos Antas, encontrada próxima à aldeia de Martynivka, na região do rio Ros.

Com base na evidência literária fornecida por Procópio de Cesareia e Jordanes, os antas (junto com os esclavenos e vênedos) tem sido visto por muito tempo como um dos povos proto-eslavos dos quais tanto os grupos medievais e modernos descendem. Estudados desde o final do século XVIII, estudiosos modernos têm por vezes envolvido-se em polêmicas a respeito das origens dos antas e a atribuições de seus ancestrais.
Eles tem sido variadamente reconhecidos como ancestrais dos viáticos e rus', do ponto de vista medieval, e dos ucranianos contra todos eslavos orientais no que diz respeito às populações existentes. Os historiadores dos eslavos meridionais adicionalmente reconhecem os antas como os ancestrais dos eslavos meridionais orientais.

## Afinidades etnolinguísticas
Embora a primeira atestação inequívoca dos antas ocorra no século VI, estudiosos tem tentado conectá-los com uma tribo chamada An-tsai que teria sido mencionada em uma fonte chinesa do século II a.C. (Hou Han-shu, 118, fol. 13r). Plínio, o Velho (História Natural, VI.35) menciona alguns antos (em latim: anti) vivendo próximo as costas do mar de Azove e inscrições da península de Querche datáveis do século III portam o nome "antas". Embora reconhecidos como uma união tribal predominantemente eslava, várias outras teorias surgiram, especialmente no que diz respeito as origens do núcleo reinante deles, incluindo aquelas sobre uma nobreza gótica, iraniana ou eslava, ou alguma mistura disso.
O nome antas em si não parece ser eslavo, sendo frequentemente considerado uma palavra iraniana. Pritsak, citando Max Vasmer, argumenta que anta- significa "fronteira, fim" em sânscrito, assim *ant-ya poderiam significar "homem-fronteira".  Com base em documentação proveniente das tribos "sármatas" que habitaram o norte da região pôntica durante os primeiros anos da Era Comum, presumíveis estrangeirismos iranianos no eslavo e "empréstimos culturais" sármatas na Cultura de Pencoveca, estudiosos como Robert Magosci, Valentin Sedov e John Fine Jr. mantêm as propostas dos estudiosos soviéticos tais como Boris Rybakov, que os antas eram originalmente uma tribo fronteiriça sármato-alana que eslavizou-se, mas preservou seu nome.
Bohdan Struminski ressalta, contudo, que a etimologia de antas permanece não provada e é no entanto "irrelevante". Struminski analisou os nomes pessoais dos chefes antas, e ofereceu etimologias germânicos alternativas para a etimologia eslava comumente aceita (proposta pela primeira vez por Stanislaw Rospond). Apesar disso, perspectivas recentes mostram as entidades tribais nomeados pelas fontes greco-romanas como formações políticas flutuantes que eram, acima de tudo, categorizações éticas baseadas em estereótipos etnográficos ao invés de em primeira mão, o conhecimento exato da 'cultura' e língua bárbaras. Szmoniewski sumariza que os antas não era uma "entidade discreta, etnicamente homogênea", mas em vez disso "uma realidade política altamente complexa".
Linguisticamente, evidência contemporânea sugere que o eslavo era amplamente falado em uma ampla área (dos Alpes Orientais ao mar Negro) por várias populações, incluindo aquelas provinciais romanas, "germânicas" (tais como os gépidas e lombardos) e ogúricos (ávaros e búlgaros). Além disso tem sido proposto que os esclavenos não distinguiam-se dos outros quanto a língua ou cultura, mas o tipo de sua organização militar. Se comparado aos ávaros, ou os godos do século VI, os esclavenos eram numerosos pequenos grupos desunidos, um dos quais, os antas, tornou-se federado por meio dum tratado.

## História

### Hipotético

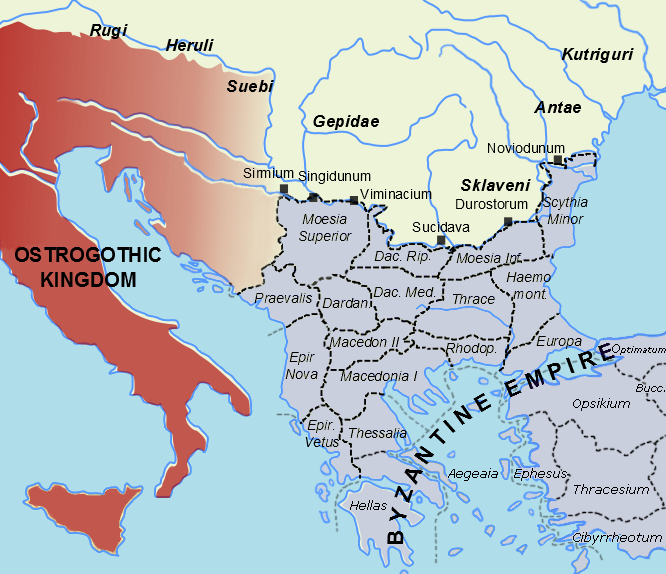
Situação política dos Bálcãs e península Itálica ca. 520 - o período pós-huno e anterior à reconquista da península Itálica do Reino Ostrogótico

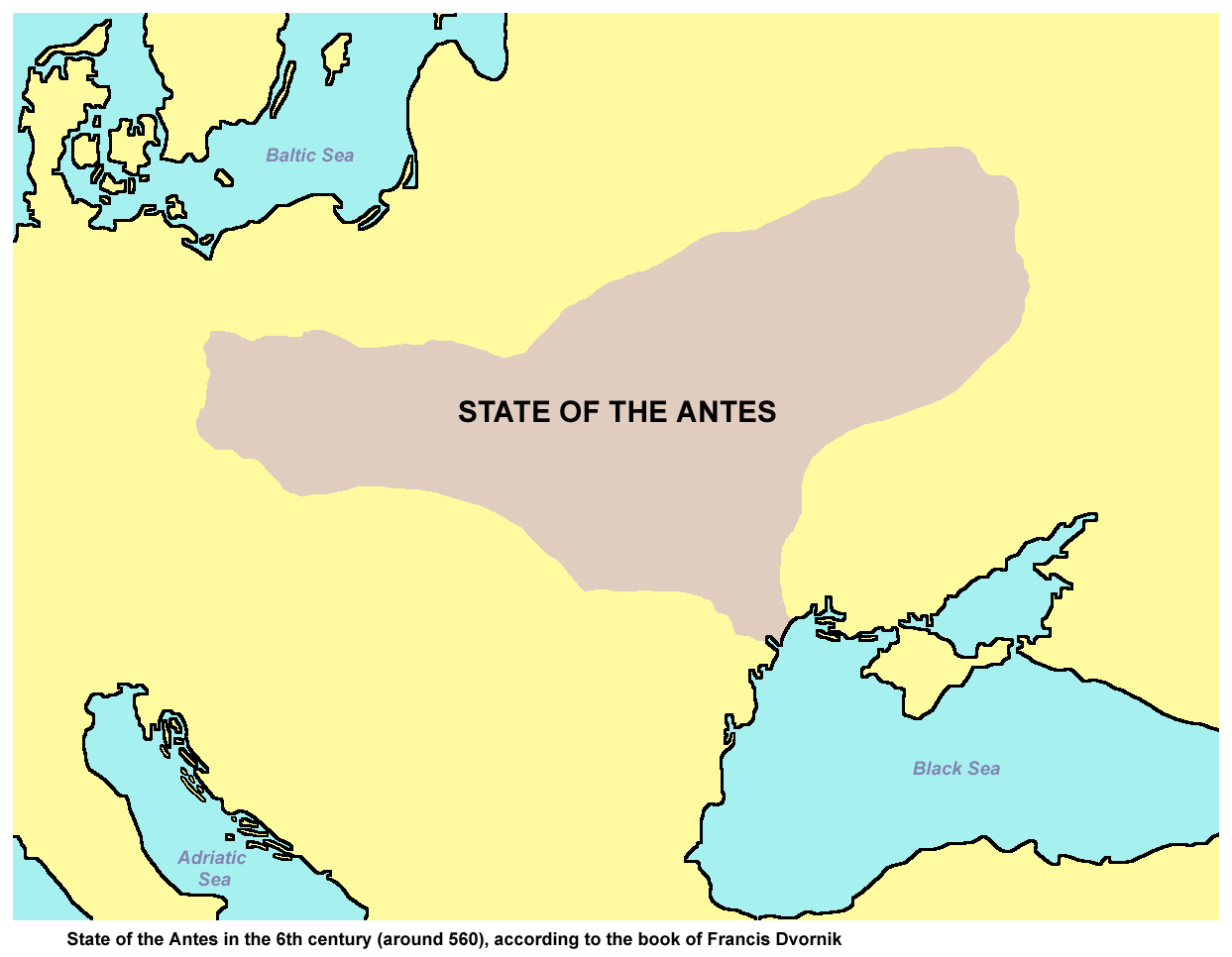
Distribuição dos antas ca. 560 segundo Francis Dvornik

Segundo a ligação sármatas-antas, os antas eram um subgrupo dos alanos, que dominou o mar Negro e norte do Cáucaso durante o "período sármata tardio". Os antas situavam-se entre o Prut e o Dniestre Inferior durante os séculos I-II. Do século IV, seu centro de poder deslocou-se para norte em direção o Bug Meridional. Nos séculos V-VI, eles assentaram-se em Volínia e subsequentemente no Dniepre Médio, próximo a atual cidade de Quieve. Como eles moveram-se para norte da estepe aberta para a floresta de estepes, eles misturaram-se com as tribos eslavas. Eles organizaram as tribos eslavas e o nome antas veio a ser usado para o corpo eslavo-alano misto.
Seja qual forma as "origens" exatas deles, Jordanes e Procópio de Cesareia parecem sugerir que os antas eram eslavos pelo século V. Em sua descrição da Cítia (Gética, 35), Jordanes afirma que "a populosa raça dos vênetos ocupa uma grande extensão do território. Embora o nome deles não está agora disperso em meio a vários clãs e lugares, ainda são principalmente chamados esclavenos e antas". Depois, descrevendo os feitos do rei grutungo Hermenerico, ele informa que os vênetos "tinham agora três nomes, vênetos, antas e esclavenos" (Gética, 119). Finalmente, Jordanes detalha uma batalha entre o rei anta Boz e Vinitário (o sucessor de Hermenerico) após a subjugação do último aos hunos. Após inicialmente derrotarem os godos, os antas foram derrotados numa segunda batalha, e Boz e 70 de seus nobres foram crucificados (Gética, 247). Estudiosos têm tradicionalmente tomado os relatos de Jordanes como evidência de que os esclavenos (a maior parte dos) antas descendiam dos vênedos, uma tribo conhecida por outros historiadores como Tácito, Ptolemeu e Plínio, o Velho desde o século II.
Apesar destes fatos, a utilidade da Gética como um excurso etnográfico preciso tem sido questionada. O mais proeminente no levantamento de dúvidas tem sido Walter Goffart, que argumenta que a Gética criou uma história inteiramente mítica das origens dos godos e outros povos da região. Curta vai além e argumenta que Jordanes não tinha um conhecimento etnográfico real da "Cítia", apesar de alegar que era um godo e nasceu na Trácia. Ele baseou-se em historiadores mais antigos, e apenas artificialmente ligou os esclavenos e antas do século VI com os mais antigos vênetos, que tinham de todo modo desaparecido há muito tempo no século VI. Embora sendo anacronístico, ele também empregou uma "estratégica narrativa modernizante" através da qual os eventos mais antigos - a guerra entre o ostrogodo Vitimiro e os alanos - foi recontada como uma guerra entre Vinitário e seus contemporâneos antas. De todo modo, nenhuma fonte do século IV menciona os antas, e os "ostrogodos" apenas formaram-se no século V - dentro dos Bálcãs.
Independente do respeito aos historiadores mais antigos, o estilo narrativo de Jordanes foi moldado por seu polêmico debate com seu contemporâneo - Procópio. Enquanto Jordanes ligou os esclavenos e os antas com os antigos vênedos, Procópio afirma que eles eram ambos certa vez chamados esporos (em grego: Σπόροι; romaniz.: Spóroi).

### Localização noséculo VI

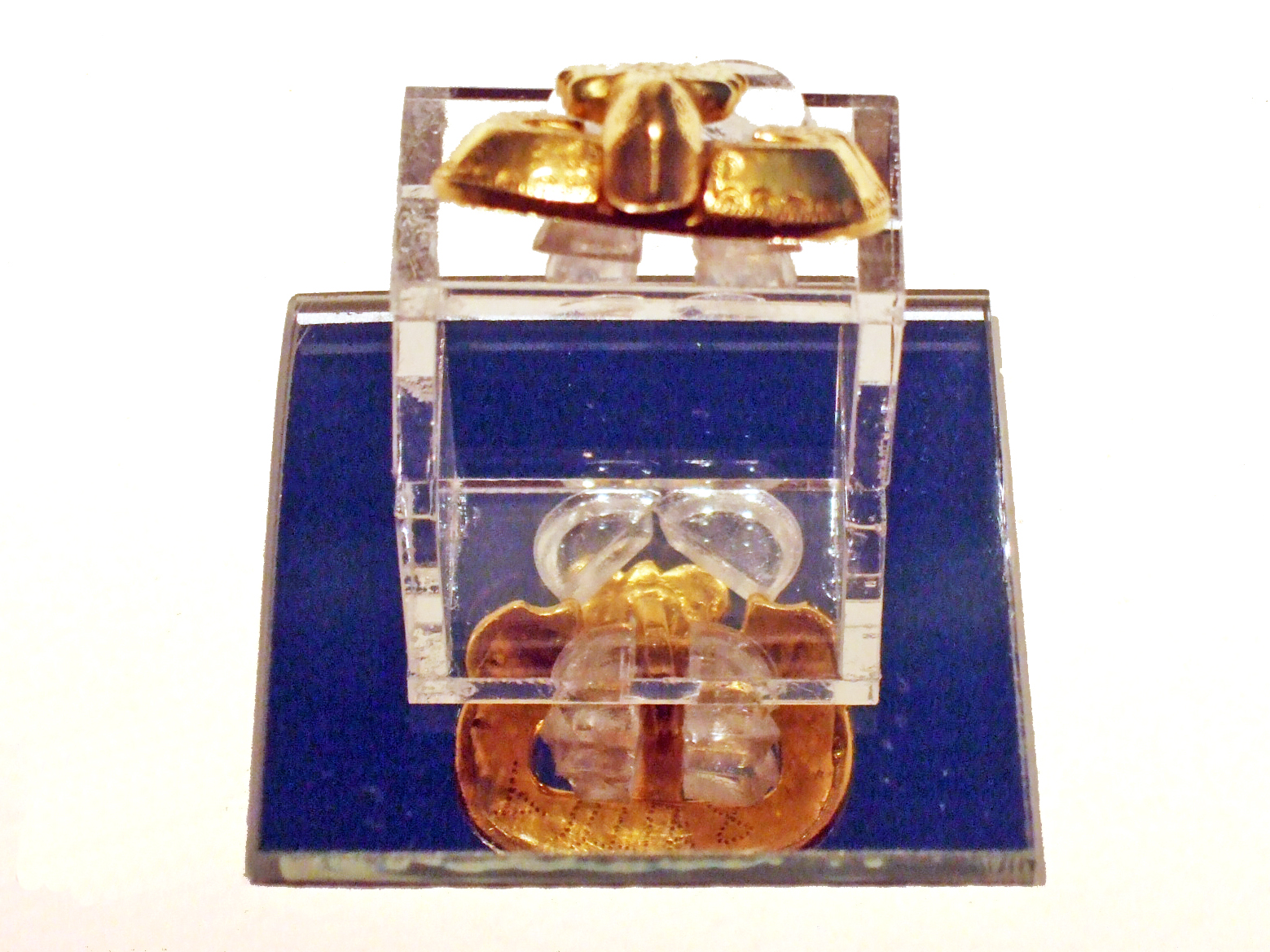
Uma fivela dourada campo de túmulos de Ödenkirche da Cultura Cesztely (séculos VI-VII) localizado no condado de Zala, na Hungria. Nele há a inscrição grega ANTIKOY, "conquistador dos antas"

Jordanes e Procópio tem sido vistos como fontes inestimáveis para a determinação geográfica precisa dos antas. Jordanes (Gética. 25) afirma que eles habitaram "junto da curva do mar Negro", do Dniestre ao Dniepre. P. Barford questiona se isso implica que eles ocuparam a estepe ou as regiões mais ao norte; embora muitos estudiosos geralmente enviesam os antas na zona da estepe florestal da Ucrânia oriental. Em contraste, Procópio localiza-os logo além das margens norte do Danúbio (ou seja, na Valáquia). A falta de consistência e erros francos em suas geografias prova que nenhum dos autores tinha mais que um vago conhecimento geográfico da "Cítia".

### Séculos VI-VII
O primeiro contado entre o Império Bizantino e os antas ocorreu durante o reinado do imperador Justino I (r. 518–527). Registrado por Procópio (VII 40.5-6), o raide ântico parece coincidir com a revolta de Vitaliano, mas foi interceptado e derrotado pelo mestre dos soldados da Trácia Germano. Germano foi substituído por Quilbúdio no começo dos anos 530, que foi morto 3 anos depois, durante uma expedição contra os grupos esclavenos. Com a morte de Quilbúdio, o imperador Justiniano (r. 527–565) parece ter mudado sua política contra os bárbaros eslavos de ofensiva para defensiva, exemplificado por seu programa de refortificação das guarnições ao longo do Danúbio.

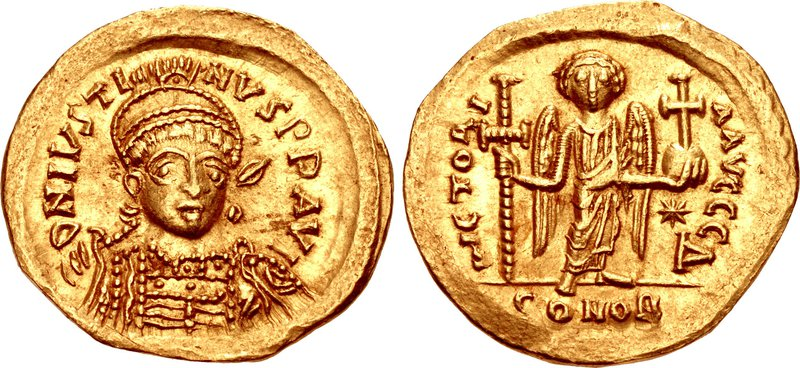
Soldo de r.

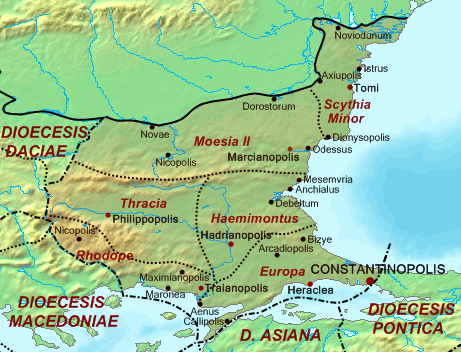
Diocese da Trácia

Procópio nota que em 539/540, os esclavenos e antas tornaram-se hostis uns com os outros e entraram em guerra, talvez encorajados pela tradicional tática romana de "dividir e conquistar". Ao mesmo tempo, os bizantinos recrutaram mercenários montados de ambos os grupos para auxiliar em sua guerra contra os ostrogodos. No entanto, tanto Procópio como Jordanes relatam numerosos raides dos "hunos", eslavos, búlgaros e antas nos anos 539-540, inclusive informando que cerca de 32 fortes e 120 000 bizantinos foram capturados. Em algum momento entre 533 e 545, os antas invadiram a Diocese da Trácia, escravizando muitos bizantinos e levando-os para além do Danúbio, para suas terras. De fato, houve numerosos raides bárbaros durante essa década turbulenta, incluindo dos antas.
Logo depois, os antas tornaram-se aliados dos bizantinos e a eles foi concedido pagamentos em ouro e um forte chamado Turris, em algum lugar ao norte do Danúbio em uma localização estrategicamente importante, para evitar que bárbaros hostis invadissem os territórios romanos. Isso fez parte de um amplo conjunto de alianças, incluindo com os lombardos, de modo que a pressão pudesse ser retirada do Danúbio Inferior e as forças imperiais pudessem ser desviadas para a Itália. Assim, em 545, os soldados antas estavam lutando na Lucânia contra os ostrogodos, e nos anos 580 atacaram os assentamentos esclavenos sob ordens dos bizantinos. Em 555 e 556, Dabragezas (um oficial de origem anta) liderou a frota bizantina na Crimeia contra as posições persas.
Os antas permaneceram aliados romanos até seu desaparecimento na primeira década do século VII. Eles estiverem frequentemente envolvidos nos conflitos com os ávaros, tal como na guerra registrado por Menandro Protetor (50, frg 5.3.17-21) nos anos 560. Mais tarde, em retaliação ao ataque romanos contra seus aliados esclavenos, os ávaros enviaram em 602 seu general Apsique para "destruir a nação dos antas". Apesar de numerosas deserções para os romanos durante a campanha, o ataque ávaro parece ter destruído os antas. Eles não aparecem mais nas fontes além de um epíteto de Ântico de 612, bem como um tesouro do começo do século VII encontrado em Perechepino, levando Curta a argumentar que esse ataque destruiu a independência política deles. Contudo, a existência do epíteto de Ântico fez Kardaras considerar que o desaparecimento dos antas concerne ao colapso geral da fronteira da Cítia/Danúbio Inferior que eles defendiam, ao mesmo tempo que sua hegemonia na região terminou. Seja qual for o caso, logo após o colapso da fronteira danúbia, aparecem as primeiras evidências de assentamento eslavo no nordeste da atual Bulgária.

## Antas conhecidos
- Boz (fl.  376–80)
- Quilbúdio (fl.  545/546)
- Dabragezas (fl.  555–556)[52]
- Leôncio (fl.  556)[53]
- Mezamiro (fl.  562)[54]
- Idariz/Idarízio (fl.  562)[55]
- Celagasto/Celagastes (fl.  562)[56]